# Завод суперфосфату у Мегнагарі (Shree Pushkar)
Завод суперфосфату у Мегнагарі (Shree Pushkar) – підприємство індійської хімічної промисловості у штаті Мадг’я-Прадеш, яке наразі належить групі Shree Pushkar Chemicals and Fertilisers (SPCFL).
Первісно завод належав компанії Madhya Bharat Phosphates, що була заснована в 1998-му та до 2003-го носила назву Omni Seeds and Farms (India) Private Limited. У другій половині 2010-х вона опинилась у складному фінансовому стані та потрапила під процедуру банкрутства, після чого в 2020-му її придбала SPCFL.
Виробнича потужність заводу становить 165 тисяч тон суперфосфату на рік, при цьому в 2021/2022 фінансовому році фактично було випущено 65 тисячі тон продукції.
Суперфосфат отримують обробкою фосфоритів сульфатною кислотою, при цьому саме в районі Мегнагару компанія Madhya Pradesh State Mining Corporation протягом кількох десятиліть вела видобуток фосфатної сировини, проте ця діяльність припинилась у 2014/2015 бюджетному році. Після цього вдалось досягнути домовленості про постачання фосфоритів з Rajasthan State Mineral & Mining Corporation, яка веде їх видобуток у штаті Раджастхан через гірничозбагачувальний комбінат Дхамаркотра.
Можливо також відзначити, що Madhya Bharat Phosphates має в штаті Мадг’я-Прадеш ще один суперфосфатний завод, майданчик якого знаходиться у Диванганджі. 